# Morning
Morning (モーニング, Mōningu) est un magazine de prépublication de mangas hebdomadaire de type seinen publié par Kōdansha depuis 1982, dans un premier temps sous le titre Comic Morning (コミックモーニング, Komikku Mōningu).
Il fait partie de la trilogie « one day » de Kōdansha avec le mensuel Afternoon et le bimensuel Evening.
En 2006, un magazine dérivé, Monthly Morning Two (月刊モーニングtwo, Gekkan Mōningu Two), est lancé.

## Liste des séries en cours
|  | Manga en inactivité |

| Titre                                                                    | Auteur                                                                                  | Première publication |
| ------------------------------------------------------------------------ | --------------------------------------------------------------------------------------- | -------------------- |
| Cooking Papa (クッキングパパ)                                            | Tochi Ueyama                                                                            | 1985                 |
| Vagabond (バガボンド)                                                    | Takehiko Inoue                                                                          | 17 septembre 1998    |
| Toripan (とりぱん)                                                       | Torino Nanko                                                                            | 2005                 |
| Giant Killing (ジャイアントキリング)                                     | Tsujitomo (dessin), Masaya Tsunamoto (scénario)                                         | 11 janvier 2007      |
| Space Brothers (宇宙兄弟)                                                | Chūya Koyama                                                                            | 6 décembre 2007      |
| Battle Studies (バトルスタディーズ)                                      | Nakibokuro                                                                              | 8 janvier 2015       |
| Police in a Pod (ハコヅメ〜交番女子の逆襲〜)                             | Miko Yasu                                                                               | 22 novembre 2017     |
| Kono Kaisha ni Suki na Hito ga Imasu (この会社に好きな人がいます)        | Akamaru Enomoto                                                                         | 7 mars 2019          |
| Sōdan'yaku Shima Kōsaku (相談役島耕作)                                   | Kenshi Hirokane                                                                         | 22 août 2019         |
| Bōkyō Tarō (上京生活録イチジョウ)                                        | Yoshihiro Yamada                                                                        | 5 septembre 2019     |
| Neko Oku (猫奥)                                                          | Azuma Yamamura                                                                          | 23 janvier 2020      |
| Liaison: Kodomo no kokoro Shinryoushou (リエゾン -こどものこころ診療所-) | Yon-chan (dessin), Yuusaku Takemura (scénario)                                          | 5 mars 2020          |
| Ballpark de Tsukamaete! (ボールパークでつかまえて!)                      | Tatsurou Suga                                                                           | 3 septembre 2020     |
| Yaiteru Futari (焼いてるふたり)                                          | Shiori Hanatsuka                                                                        | 24 septembre 2020    |
| Unmet (アンメット-ある脳外科医の日記-)                                   | Kanto Ōtsuki (dessin), Yuzuru Kojika (scénario)                                         | 10 décembre 2020     |
| Jōkyō Seikatsuroku Ichijō (上京生活録イチジョウ)                         | Yoshiaki Seto / Tomoki Miyoshi (dessin), Tensei Hagiwara / Nobuyuki Fukumoto (scénario) | 21 janvier 2021      |
| Invincible (インビンシブル)                                              | Takeshi Seshimo                                                                         | 4 février 2021       |
| World is Dancing (ワールド イズ ダンシング)                              | Kazuto Mihara                                                                           | 25 mars 2021         |
| Dekin no Mogura (出禁のモグラ)                                           | Natsumi Eguchi                                                                          | 8 avril 2021         |
| Sono Mogari wa Netsu wo Shiranai (そのモガリは熱を知らない)              | Nicomichihiro                                                                           | 27 mai 2021          |
| Twisted Sisters (ツイステッド・シスターズ)                               | Kazumi Yamashita                                                                        | 17 juin 2021         |
| Darwin Club (ダーウィンクラブ)                                           | Ao Akato                                                                                | 24 juin 2021         |
| Kantei me Mottomo Kōkana Shinikata (鑑定眼 もっとも高価な死に方)         | Yūta Gotō (dessin), Hiroki Kusumoto (scénario)                                          | 29 juillet 2021      |
| Keishichō Sōshi -Fūtarō Meiji Gekijō- (警視庁草紙 -風太郎明治劇場-)      | Naoki Azuma (dessin), Fūtarō Yamada (scénario)                                          | 9 septembre 2021     |
| Gakuya no Tona-kun (楽屋のトナくん)                                      | Tarō Yabe                                                                               | 16 septembre 2021    |
| Kantai no Chef (艦隊のシェフ)                                            | Reiji Hagiwara (dessin), Kunihiko Ikeda (scénario)                                      | 22 septembre 2021    |
| Showa no Gurazeni (昭和のグラゼニ)                                       | Kawa (dessin), Yūji Moritaka (scénario)                                                 | 7 octobre 2021       |
| Yoshiwara Platonic (吉原プラトニック)                                    | Shu Okimoto (dessin), Yotsuba Fujikawa (scénario)                                       | 18 novembre 2021     |